# Улица Труда (Ломоносов)
Улица Труда́ — улица в городе Ломоносове Петродворцового района Санкт-Петербурга, в историческом районе Мартышкино. Проходит от улицы Кипренского до Карьерного переулка.
Название известно с 1950 года. Вероятно, дано в честь трудящихся Ломоносовского литейно-механического (ныне не существует; располагался на Литейной улице) и кирпичного завода (Заводская улица, 5а; ныне снесён). С кирпичным заводом также связаны названия соседних Заводской улицы, Заводского переулка, Промышленного переулка и Карьерного переулка.

## Перекрёстки
- улица Кипренского
- Полевая улица